# Army Men: Team Assault
Army Men: Team Assault, ou Army Men: World War - Team Assault en Amérique du Nord, est un jeu vidéo de tir à la troisième personne et stratégie, publié en 2001 sur console PlayStation, développé et édité par The 3DO Company.